# Kurt Lewin

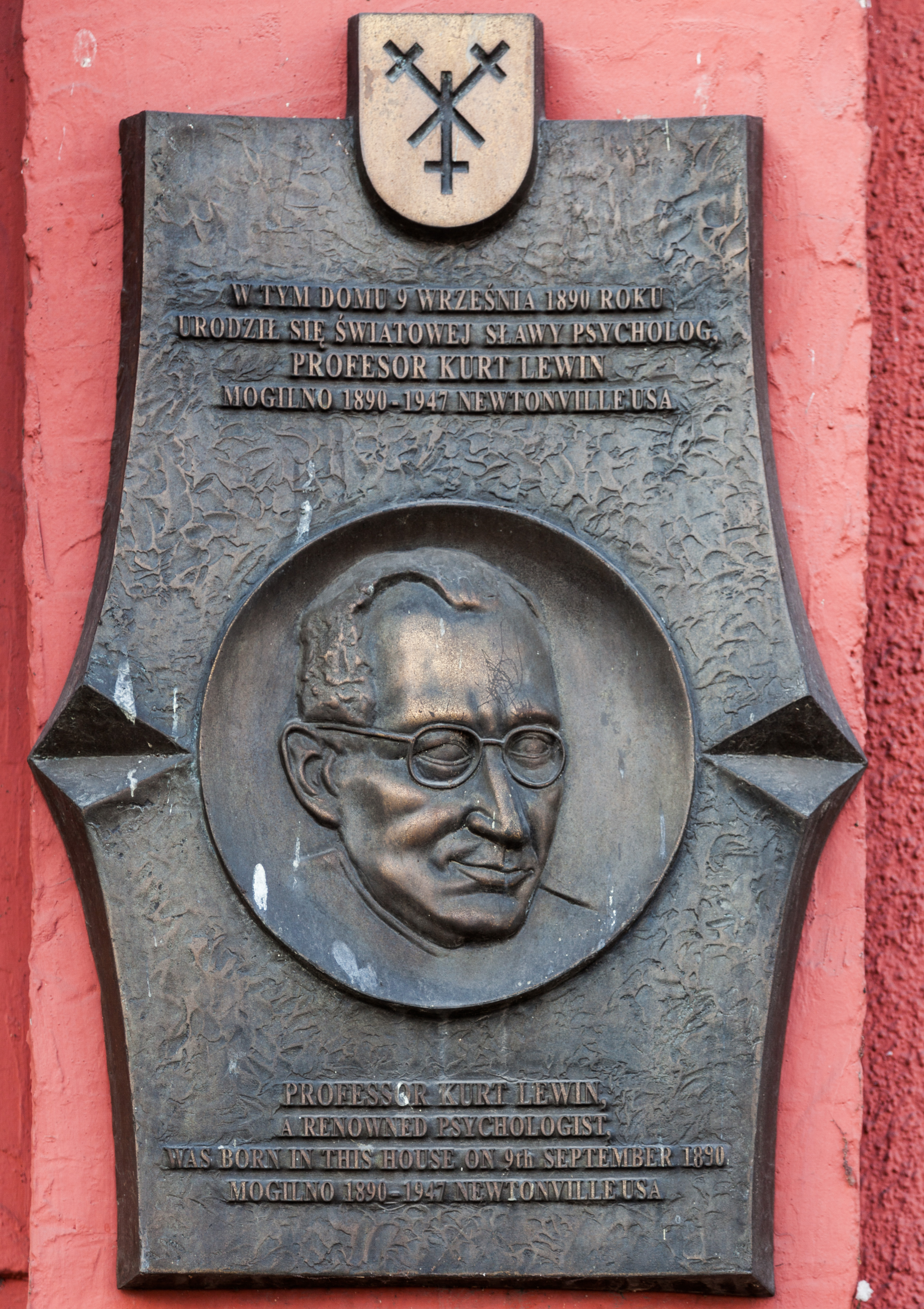
Gedenktafel an Kurt Lewins Geburtshaus in Mogilno (Polen)

Kurt Tsadek Lewin (geboren am 9. September 1890 in Mogilno, Provinz Posen; gestorben am 12. Februar 1947 in Newtonville, Massachusetts) war ein deutscher Sozialpsychologe. Er gilt als einer der einflussreichsten Pioniere der Psychologie. Er ist einer der Begründer der modernen experimentellen Sozialpsychologie und gehört, zusammen mit Max Wertheimer, Wolfgang Köhler und Kurt Koffka, zu den „großen Vier“ der Berliner Schule der Gestaltpsychologie. Sein Name ist weiterhin verbunden mit der „Feldtheorie in den Sozialwissenschaften“. Nach Lewin wurde das von ihm entwickelte 3-Phasen-Modell bezeichnet.

## Leben
Kurt Lewin wuchs in einem jüdischen Elternhaus auf und erhielt eine orthodoxe Erziehung. Der Beruf seines Vaters Leopold Lewin (1852–1934) wird mit „Gutsbesitzer und Kaufmann“ bezeichnet. Seine Mutter Recha Engel (geb. 1866) wurde am 20. Juli 1943 aus den Niederlanden in das Vernichtungslager Sobibor deportiert und ermordet. Er hatte eine ältere Schwester Hertha (1888 geborene Lewin; verh. Putzrath; gest. 1975) und zwei jüngere Brüder, Egon (1893–1951) und Fritz (1895–1918).
1905 siedelte die Familie von Mogilno (heute Polen) nach Berlin über, wo Lewin bis zum Februar 1908 das Kaiserin-Augusta-Gymnasium besuchte. Im April 1909 begann er ein Medizinstudium in Freiburg i. Br., wechselte ein Semester später nach München und anschließend nach Berlin, wo er schließlich zur Psychologie und Philosophie unter Carl Stumpf wechselte. Zu seinen Lehrern zählten unter anderem die Philosophen Alois Riehl, Benno Erdmann, Jonas Cohn, Heinrich Rickert und Ernst Cassirer sowie die Mediziner und Physiologen Heinrich Wilhelm Waldeyer und Ludwig Haberlandt.
Kurt Lewin heiratete 1917 Maria Landsberg und nach der Scheidung 1929 Gertrud Weiss (1896–1986). Er hatte vier Kinder: Esther Agnes und Reuven Fritz aus erster sowie Miriam Anna und Daniel Meier aus zweiter Ehe.
Mit dem Ausbruch des Ersten Weltkrieges meldete sich Lewin als Kriegsfreiwilliger und diente bis zum Ende des Krieges. Er wurde 1918 schwer verwundet; erst 1919 wurde er, ausgezeichnet mit dem Eisernen Kreuz, aus dem Lazarett entlassen. Im Krieg konnte er seine Promotion, deren experimentelle Arbeiten er in den Jahren 1912 bis 1914 leistete, nicht fertigstellen, und wurde 1916 mit einer Arbeit zu dem „Grundgesetz der Assoziation“ promoviert. 1920 reichte er eine Monographie mit dem Namen Der Begriff der Genese in Physik, Biologie und Entwicklungsgeschichte als Habilitationsschrift ein. Dieses Buch wurde später als „Geneseschrift“ bekannt. Das Buch traf aber bei den Gutachtern auf Unverständnis und wurde deshalb zurückgezogen, stattdessen wurde der Weg zu einer kumulierten Habilitation eingeschlagen. Kern dieser kumulierten Habilitation war eine deutlich ausgebaute Version seiner Doktorarbeit.
Mit Beginn der 1920er Jahre begann er die Lehrtätigkeit an der Berliner Friedrich-Wilhelm-Universität und konnte bis zu seiner Emigration in die USA 1933 an dieser Universität lehren und forschen. Zusammen mit Wolfgang Köhler, Kurt Koffka und Max Wertheimer bildete er in dieser Zeit die Berliner Schule der Gestaltpsychologie. Neben vielen anderen Arbeiten begann er 1926 seine „Untersuchungen zur Handlungs- und Affektpsychologie“, die bis weit in die 1930er Jahre dauerten und aus über 20 verschiedenen experimentalpsychologischen Einzelstudien bestehen. Die theoretische Auswertung leistete er vor allem in den Monographien „Prinzipien der topologischen Psychologie“ und „The Conceptual Representation and the Measurement of Psychological Forces“. Die experimentellen Arbeiten wurden von seinen Doktoranden und Doktorandinnen ausgeführt (s. u. deutsche Forschungsgruppe). Manche von ihnen zählen zu den bedeutenden Arbeiten innerhalb der experimentellen Psychologie (zur Psychischen Sättigung, die man als Beginn der Burnout-Forschung ansehen kann, zum Zeigarnik-Effekt, zum Ovsiankina-Effekt).
Angesichts der politischen Lage knüpfte Lewin schon früh Kontakte in die USA. 1932 wurde er auf eine halbjährige Gastprofessur an die Stanford University geladen. Obwohl er nach der nationalsozialistischen Regierungsübernahme als "Frontkämpfer" des Ersten Weltkriegs vor einer Entlassung als Jude zunächst geschützt war, lehrte er auf Einladung Robert Ogdens, ehemals Student bei Oswald Külpe in Würzburg, ab Herbst 1933 an der Cornell-Universität. Auf Bitte Wolfgang Köhlers wurde er 1933 als planmäßiger Assistent und nichtbeamteter außerordentlicher Professor am Psychologischen Institut der Berliner Universität beurlaubt. Erst 1936 wurde ihm die Lehrbefugnis an der Berliner Universität aufgrund des Reichsbürgergesetzes entzogen. 1935 wechselte an die Universität von Iowa, wo er neun Jahre blieb, bis er 1944 am MIT eine Anstellung und ein Institut, das „Research Center of Group Dynamics“ erhielt.
1947 starb er an Herzversagen durch Überarbeitung in Newtonville bei Boston. Zu dieser Zeit war er einer der bekanntesten Psychologen der Welt.
Die experimentelle, geprüfte, dynamische Individualpsychologie, die er in Deutschland entwickelt hatte, ist das theoretische Fundament, mit der die experimentelle Erforschung der kleinen Gruppe zu Beginn der 1940er Jahre begann.
Startschuss war das mit Ralph White und Ronald Lippitt durchgeführte Experiment „patterns of aggressive behavior in experimental created ‚social climates‘“, in der die Frage des Verhaltens und der Arbeitsleistung einer kleinen Gruppe, unter Variation der Führungsstile demokratisch, autoritär und laissez-faire, geprüft wird. Von diesem Experiment geht die moderne Forschung zu Führungsstil (Wirtschaft) und Erziehungsstil (Pädagogik) aus. Da es sich um die Aufklärung des dynamischen Verhaltens von Gruppen handelt, wird dieser ganze Bereich auch Gruppendynamik genannt.
Von diesem Experiment bis zu seinem Tod leisteten er und seine amerikanische Forschungsgruppe (s. u.) die oft erstmalige experimentelle Aufarbeitung zentraler Themen der Sozialpsychologie u. a. Gruppe und Führung, Motivation, Meinung und Einstellungsveränderung. Auf dieser Basis entwickelten sie zusätzlich zahlreiche Methoden, wie das Sensitivitätstraining oder die T(rainings)-Gruppe (engl. auch als sensitivity training group bezeichnet), die ein Grundmodell jeder Selbsthilfegruppe darstellt. Bis heute strittig ist der Umfang der Neuerungen an sozialen Techniken, die von Lewin und seiner Gruppe ausgehen; die Meinungen dazu reichen von „sehr wenig“ bis „zentral für die Wissenschaftsgeschichte“.
Methodisch hat Lewin früh den Film als Dokumentationsmethode verwendet. In seinen Büchern nutzte er viele grafische Darstellungen zur genauen Darlegung bzw. Veranschaulichung seiner Vorstellungen.
Seine theoretischen Schriften sind in deutscher Sprache vor allem durch die Sammelbände „Die Lösung sozialer Konflikte“ (1953) und „Feldtheorie in den Sozialwissenschaften“ (1963) bekannt geworden. Lewins Grab befindet sich auf dem Mount Auburn Cemetery in Cambridge, Massachusetts.

## Werk

### Probleme mit dem Werkzugang
Der Zugang und der Überblick zu Lewins Werk ist durch einige Schwierigkeiten gekennzeichnet, die den genauen Werkzusammenhang und das Gesamtwerk von Lewin immer noch zu einer Frage der Forschung machen.
1. Kurt Lewin ist 1933 in die USA emigriert, ab diesem Zeitpunkt publizierte er auf Englisch. Durch die Emigration und die Sprachbarriere ist sein Werk und die Werkrezeption zweigeteilt, in den „deutschen“ Lewin, als wichtigen Gestaltpsychologen, und den „amerikanischen“ Lewin, als Begründer der experimentellen Sozialpsychologie.
2. Fast zeitgleich mit seiner Emigration wechselte Lewin die Forschungsthemen. In Deutschland beschäftigte er sich mit individualpsychologischen Forschungsthemen und Wissenschaftstheorie, in den USA wurde von ihm und seiner Forschungsgruppe alles um das Thema der kleinen Gruppe behandelt, wie: Gruppe und Führung, Verhaltensänderungen, Leistungsvermögen von Gruppen, Kommunikation usw.
3. Lewin war ein harter Vertreter der experimentellen und der mathematischen Methode in der Psychologie, was zentrale Teile seines Werkes ungewöhnlich anspruchsvoll gestaltet.
4. Diesen Ansatz vertritt er in einer eigenständigen wissenschaftstheoretischen Arbeit. Sein bekanntester Aufsatz ist der „Übergang von der Aristotelischen zur Galileischen Denkweise in Biologie und Psychologie“, in dem es um die Unterschiede zwischen der antiken und der modernen Wissenschaftsauffassung seit etwa Nikolaus Kopernikus, Johannes Kepler und Galileo Galilei geht. In seiner „Geneseschrift“ entwickelt er die Vorstellung der Genidentität. Der genaue Inhalt und die Interpretation seiner gesamten Wissenschaftstheorie sind weitgehend unerforscht.
5. Er vertrat als Gestaltpsychologe einen anderen theoretischen Ansatz als der Behaviorismus, der anderen großen experimentalpsychologischen Richtung seiner Zeit.
6. Die Mitglieder der von ihm gegründeten Forschungsgruppen sind oft selbst zu Kapazitäten ihres Fachs geworden. Die Tatsache, dass Lewin in einer großen thematischen Breite gearbeitet hat, ermöglichte ihnen vielfältige wissenschaftliche Wirkungsgebiete, beispielsweise in der Psychotherapie, in der Organisationsforschung und in der Kommunikationsforschung. Deshalb kann die entsprechende Fachgeschichtsschreibung, die nur den für das eigene Fach benutzten Teil der Lewinschen Arbeit darstellt, verzerrt erscheinen. Lewin gilt wegen seiner Kleingruppenforschung auch als einer der Begründer der modernen Managementlehre in der Betriebswirtschaft[13]

### Der Einfluss Lewins
Lewin hat zu seinen Lebzeiten zwei verschiedene, einflussreiche Forschungsgruppen aufgebaut.
In Deutschland gehörten in Auswahl dazu Bluma Zeigarnik (Zeigarnik-Effekt), Junius F. Brown (Realität und Irrealität), Gita Birenbaum (Vergessen einer Vornahme), Tamara Dembo (Psychodynamik des Ärgers), Ferdinand Hoppe (Anspruchsniveau), Maria Ovsiankina (Ovsiankina-Effekt), Georg Schwarz (Rückfälligkeit bei Umgewöhnung), Sara Fajans (Erfolg und Misserfolg), Anitra Karsten (Psychische Sättigung).
Nach seiner Emigration in die USA zählten zu seinen bekanntesten Mitarbeitern u. a. Alex Bavelas, Roger Barker, Tamara Dembo, Dorwin Cartwright, Leon Festinger, Jerome D. Frank, Harold H. Kelley, John R.P. French, Mary Henle, Ronald Lippitt, Alfred Marrow, Stanley Schachter, John W. Thibaut, Alvin F. Zander.
Zu diesen beiden direkt von ihm beeinflussten Forschungsgruppen kommt zusätzlich die etwa von 1933 bis 1965 existierende „Topology Group“, hier haben sich an den gleichen Themen interessierte Forscher regelmäßig getroffen, u. a. Roger Barker, Richard S. Crutchfield, Erik H. Erikson, Sibylle K. Escalona, Fritz Heider, Donald K. MacKinnon, Kurt Koffka, Wolfgang Köhler, Margaret Mead, Gardner Murphy, Edward.C.Tolmann, William Stern und Beatrice Anne Wright.
Lewin gehörte bis zu seinem Tode zur Kerngruppe der Teilnehmer der einflussreichen Macy-Konferenzen.
Außerdem stand Lewin vor seiner Emigration in Kontakt mit einer Gruppe sowjetischer Psychologen, die heute als Kulturhistorische Schule bekannt ist. Lewin und die russischen Psychologen Lew Semjonowitsch Wygotski und Alexander Romanowitsch Lurija trafen sich in Berlin, Moskau und den USA. Zudem kehrten Lewins Doktorandinnen Bluma Zeigarnik und Gita Birenbaum nach seiner Emigration in die Sowjetunion zurück und arbeiteten dort mit Mitgliedern der kulturhistorischen Schule zusammen.

### Die Feldtheorie
Als einer der wesentlichsten Beiträge Kurt Lewins zur psychologischen und sozialwissenschaftlichen Forschung kann die Feldtheorie angesehen werden. Diese über 70 Jahre alte Theorie gehört nicht explizit zu den aktuellen Theorien in den Sozialwissenschaften und wird relativ wenig beforscht und weiterentwickelt. Aufgrund der historischen Bedeutung der Gesamtleistung Lewins wird sich allerdings gerne auf sie berufen.
Die Feldtheorie ist hauptsächlich in den 1936 veröffentlichten Principles of Topological Psychology (deutsch 1969 Grundzüge der topologischen Psychologie), im nur auf Englisch vorliegenden Beitrag The Conceptual representation and the measurement of psychological Forces (1938) und in zahlreichen später publizierten Artikeln entwickelt worden. Eine von ihm selbst geschriebene, geschlossene Darstellung seiner Theorie gibt es wegen seines frühen Todes nicht. Eine aktuelle Einführung findet sich bei Helmut E.Lück.
Als charakteristisch werden immer wieder sechs wesentliche Punkte seiner Theorie angeführt:
1. Die konstruktive Methode: Der Übergang von einer klassifizierenden zu einer konstruierenden bzw. genetischen Methode ist notwendig.
2. Der dynamische Ansatz: Ähnlich der Psychoanalyse sollen Konstrukte und Methoden entwickelt werden, die sich mit den dem Verhalten zugrunde liegenden Kräften befassen.
3. Der psychologische Ansatz: Für eine psychologische Feldtheorie ist es notwendig, das Feld nicht in objektiven physikalischen Begriffen zu verstehen, sondern in der Art und Weise zu beschreiben, in der es für das Individuum zu der gegebenen Zeit existiert.
4. Ausgangspunkt der Analyse ist die Gesamtsituation: Teile müssen als Aspekte einer Gesamtsituation verstanden werden.
5. Das Verhalten als eine Funktion des je gegenwärtigen Feldes: Die psychologische Vergangenheit und Zukunft bedingen psychologisch Gegenwärtiges, da sie beeinflussende Felder für das gegenwärtig existierende Feld darstellen.
6. Die mathematische Darstellung psychologischer Situationen: Vektordarstellungen und Topologien sind für Lewin allen anderen Begriffssystemen überlegen.

## Schriften
- Die psychische Tätigkeit bei der Hemmung von Willensvorgängen und das Grundgesetz der Assoziation. In: Zeitschrift für Psychologie. (1917), 77, S. 212–247.
- „Geneseschrift“: Der Begriff der Genese in Physik, Biologie und Entwicklungsgeschichte. Berlin 1922 und KLW Bd. 2
- Idee und Aufgabe der vergleichenden Wissenschaftslehre. Weltkreis, Erlangen 1926.
- Vorsatz, Wille und Bedürfnis: mit Vorbemerkungen über die psychischen Kräfte und Energien und die Struktur der Seele. Springer, Berlin 1926 (Digitalisat).
- Die psychologische Situation bei Lohn und Strafe. Leipzig 1931.
- Der Übergang von der aristotelischen zur galileischen Denkweise in Biologie und Psychologie. 1931, (PDF; 175 kB)
- Eine dynamische Theorie des Schwachsinnigen. 1933, (PDF; 393 kB)
- Principles of topological psychology. New York 1936. Deutsch: Grundzüge der topologischen psychologie. Bern 1969.
- The conceptual representation and the measurement of psychological Forces. Durham, 1938.
- Resolving social conflicts: selected papers on group dynamics. Harper, New York 1948.
  - deutsch: Die Lösung sozialer Konflikte. Ausgewählte Abhandlungen über Gruppendynamik. Christian, Bad Nauheim 1953, 1968. (mit Gertrud Weiss Lewin und Herbert Alfred Frenzel, Vorwort von Max Horkheimer). Im Kapitel Der Sonderfall Deutschland befasste sich Lewin mit der Frage, wie das Deutschland der Nachkriegszeit durch Reeducation demokratisiert werden könnte.[20]

- Feldtheorie in den Sozialwissenschaften. Ausgewählte theoretische Schriften. Hans Huber, Bern 1963; 2., unveränd. Aufl. 2012, ISBN 978-3-456-85076-4.
- Gesetz und Experiment in der Psychologie. Wissenschaftliche Buchgesellschaft, Darmstadt 1967.
- Kurt Lewin Werkausgabe (KLW). Hrsg. Karl Friedrich Graumann, Klett, Stuttgart ab 1980; 4 Bände sind erschienen, weitere geplante Bände werden nicht erscheinen, einige dafür bereits vorbereitete Beiträge erschienen jedoch im nachfolgend genannten Sammelband „Angewandte Psychologie“.
- Schriften zur angewandten Psychologie. Aufsätze, Vorträge, Rezensionen, hrsg. und eingeleitet von Helmut E. Lück, Verlag Wolfgang Krammer, Wien 2009, ISBN 978-3-901811-46-3.

## Rundfunkbeiträge
- Brigitte Kohn: Pionier der Gruppendynamik – Der Psychologe Kurt Lewin. (mp3-Audio; 25,5 MB; 27:41 Minuten) In: SWR2 Wissen. 8. Februar 2018 (auch als pdf-Datei; 109 kB).
- Brigitte Kohn: Kurt Lewin – Feldtheorie und Gruppendynamik. (mp3-Audio; 20,6 MB; 22:20 Minuten) In: Bayern-2-Sendung radioWissen. 26. November 2020.